# David Junker
David Junker (Presidente Prudente) é regente, com doutorado em Educação musical, e atual professor da Universidade de Brasília, onde ministra aulas de regência, Canto coral, Prática de conjunto e Prática de orquestra, tanto na graduação quanto na pós-graduação.

## Biografia
Nascido no interior de São Paulo, destacou-se desde criança por sua voz bem colocada e sua afinidade com a música. Assim, se mudou para Brasília, para estudar música na Universidade de Brasília e cantar no coral do SESI, dirigido na época por Nelson Mattias. Na Universidade de Brasília destacou-se como cantor e maestro. Com 23 anos mudou-se para os Estados Unidos, como bolsista da Universidade do Missouri, para fazer mestrado. 
O doutorado (PhD) em Educação musical - Música coral também foi obtido na Universidade de Missouri. De julho de 1997 a janeiro de 1999, realizou pesquisas de pós-doutorado na Butler University, em Indianápolis, como professor visitante. 
Em julho de 2007 voltou para a Universidade do Missouri, como professor visitante, para um novo período de pesquisas de pós-doutorado. Lá foi regente titular do Women’s Chorus e do Concert Chorale, e regente assistente dos demais grupos de coros mistos,  madrigais e sinfônicos.

## Trabalho
David Junker foi fundador do Coral da UnB e da Serenata de Natal, ambos com mais de 20 anos de existência. Na década de 1980 foi ministro de música na Igreja Metodista Unida, onde manteve por cinco anos, sob sua orientação e formação, corais juvenis e adultos, alem de criar coros de sinos para todas as idades.
Criou, em 1991, o Coro Sinfônico Comunitário da UnB, com centenas de vozes, cuja didática é voltada para atender leigos em música na interpretação de peças eruditas. Esse método, por ele criado, vem sendo implantado em instituições de música de várias cidades brasileiras. O coro sinfônico foi o primeiro grupo coral da América Latina a ser convidado para tomar parte dos concertos realizados no Carnegie Hall, em Nova York.
Em 1992 fundou o Madrigal da UnB, que participou do XL Festival de Música Coral de Jihlava, na República Tcheca, além de fazer concertos em Viena e Budapeste como representante oficial do governo brasileiro. O grupo também participou da convenção regional da American Choral Directors Association como único grupo estrangeiro convidado.

## Cargos e condecorações
A partir de 1999, David Junker ocupou o cargo de presidente fundador da Associação Brasileira de Regentes de Coros por dois anos, referencia nacional e internacional para a atividade de canto-coral e para os profissionais da área. A partir de 2002 integrou o grupo de professores convidados do curso de pós-graduação/especialização em música da Escola de Música e Belas Artes do Paraná, em Curitiba.
Agraciado com diversas condecorações, destacam-se a Ordem do Mérito do Grau de Oficial do Distrito Federal, a~Comenda Carlos Gomes da Academia de Letras e Música do Brasil, a Medalha do Pacificador e Ordem do Mérito Militar no grau de cavaleiro, concedidas pelo Comando-Geral do Exército Brasileiro, no ano de 2009.
É membro da Associação Nacional de Pesquisa e Pós-graduação em Música (ANPPOM), da American Choral Director’s Association (ACDA), da Music Educators Nacional Conference (MENC), da International Federetion of Choral Music (IFCM), da Ordem dos Músicos do Brasil e Associação Brasileira de Regente de Coros (ABRC). 
Ocupa a cadeira número 78 da Academia de Letras e Música do Brasil (ALMUB), que tem como patrono o compositor Camargo Guarnieri. 